# Geeloorspecht
De geeloorspecht (Veniliornis maculifrons) is een vogel uit de familie der spechten (Picidae).

## Vondst een naamgeving
Het holotype werd in de periode 1917-1920 in stad Rio de Janeiro verzameld. Op basis van het holotype beschreef de Duitse natuurwetenschapper Johann Baptist von Spix in 1824 deze soort onder de naam Picus maculifrons.

## Kenmerken
De geeloorspecht bereikt een lengte van 16 centimenter. Het verenkleed is veelkleurig: de bovenzijde is voornamelijk goudgelig en de onderzijde bruin met lichte strepen. Verder vertoont deze soort seksuele dimorfie. Het mannetje heeft een rode achterkop. De achterkop van het vrouwtje daarentegen is lichtbruin/gelig.

## Verspreiding en leefgebied
Deze vogel is endemisch in Brazilië en komt enkel voor in de staten Bahia, Minas Gerais, Espírito Santo en Rio de Janeiro.
De natuurlijke habitats zijn tropische vochtige laagland bossen, en zwaar gedegradeerd vroeger bossen. De habitats liggen in het bioom Atlantisch Woud. De soort wordt daar beschermd door het staatspark Serra do Mar en de natuurparken Itatiaia en Serra dos Órgãos.

## Voeding
De geeloorspecht voedt zich met insecten.

## Status
De grootte van de populatie is niet gekwantificeerd. Trends in populatie-aantallen zijn stabiel. Om deze redenen staat de geeloorspecht als niet bedreigd op de Rode Lijst van de IUCN.